# 源純夏
源 純夏（みなもと すみか、本名：小松 純夏（こまつ　すみか）、旧姓：源、1979年5月2日 -  ）は、日本の競泳選手、スイミングインストラクター。2000年シドニーオリンピック4×100mメドレーリレー銅メダリスト。元テレビ朝日社員。2012年に徳島ライフセービングクラブを設立。現在、同クラブ代表として小松海水浴場の監視等で活動している。

## 略歴
- 徳島県徳島市八万町出身。徳島県立城南高等学校・中央大学法学部法律学科卒。
- 1996年アトランタオリンピックと2000年シドニーオリンピックにおいて、自由形選手として出場。
  - アトランタ五輪は、自由形50m12位、100m予選落ち、400mフリーリレー予選落ちと、3種目共にメダル・入賞はならなかった。
  - シドニー五輪は、自由形50m8位、100m7位と個人2種目共に入賞を果たす。そして、日本女子代表として、400mメドレーリレーにアンカーの自由形で参加（背泳ぎ・中村真衣、平泳ぎ・田中雅美、バタフライ・大西順子）、3位入賞を果たし、銅メダルを獲得した。
- 2001年9月に現役を引退。中央大学卒業を目前にした2002年2月に、会社員と結婚。卒業後、同年4月テレビ朝日に入社。競技者生活を一旦引退していたが、同年6月に現役復帰。同年9月、テレビ朝日を退社して、徳島県に帰郷した[1]。
- 2005年から、サッカーJ2の徳島ヴォルティスを応援している。
- 2007年、徳島県水泳連盟競技力向上委員。
- 2010年2月13日、同年夏に行われる予定の第22回参議院議員通常選挙徳島県選挙区の自由民主党公認候補者の公募に応募[2]。2月25日に、自民党徳島県連の内定を得たが、現職の小池正勝が無所属での立候補の意向を示したことなどもあって、自民党本部の公認決定をなかなか得られなかったことから、3月18日に立候補辞退を表明[3]。
- 2012年〜　徳島ライフセービングクラブを設立し、代表として活動中。
- 2013年〜　エフエムびざんにて「純夏のwaterside NOW!」の放送を開始。YouTubeに過去放送分のアーカイブを配信。2022年4月よりミュージックバードを通じて全国のコミュニティFMにネット。